# ملعب تطيلة الرياضي
ملعب تطيلة الرياضي، وعرف سابقا باسم ملعب خوسيه أنطونيو إيلولا هو ملعب متعدد الاستخدامات يقع في تطيلة، منطقة نافارا، إسبانيا. هو الملعب الأساسي لنادي تطيلانو.